# Crazy Heart (trilha sonora)
Crazy Heart: Original Motion Picture Soundtrack é um álbum de 2010, trilha sonora do filme homônimo. Em 17 de janeiro de 2010, a canção tema "The Weary Kind" de Ryan Bingham e T-Bone Burnett foi premiada com o Globo de Ouro e Oscar de melhor canção original em 2010. 

## Faixas
| N.º | Título                                 | Compositor(es)                                             | Performer                   | Duração |  |
| 1.  | "Hold On You"                          | Stephen Bruton, T-Bone Burnett, John Goodwin, Bob Neuwirth | Jeff Bridges                | 2:53    |  |
| 2.  | "Hello Trouble"                        | Orville Couch, Eddie McDuff                                | Buck Owens                  | 1:52    |  |
| 3.  | "My Baby's Gone"                       | Hazel Houser                                               | The Louvin Brothers         | 2:46    |  |
| 4.  | "Somebody Else"                        | Bruton, Burnett                                            | Jeff Bridges                | 4:38    |  |
| 5.  | "I Don't Know"                         | Bruton, Burnett                                            | Ryan Bingham                | 2:23    |  |
| 6.  | "Fallin' & Flyin'"                     | Bruton, Gary Nicholson                                     | Jeff Bridges                | 3:02    |  |
| 7.  | "I Don't Know"                         | Bruton, Burnett                                            | Jeff Bridges                | 2:15    |  |
| 8.  | "Once a Gambler"                       | Sam Hopkins                                                | Lightnin' Hopkins           | 4:55    |  |
| 9.  | "Are You Sure Hank Done It This Way"   | Waylon Jennings                                            | Waylon Jennings             | 2:55    |  |
| 10. | "Fallin' & Flyin'"                     | Bruton, Nicholson                                          | Colin Farrell, Jeff Bridges | 2:42    |  |
| 11. | "Gone, Gone, Gone"                     | Ryan Bingham, Burnett                                      | Colin Farrell               | 2:39    |  |
| 12. | "If I Needed You"                      | Townes Van Zandt                                           | Townes Van Zandt            | 3:26    |  |
| 13. | "Reflecting Light"                     | Sam Phillips                                               | Sam Phillips                | 3:21    |  |
| 14. | "Live Forever"                         | Billy Joe Shaver, Eddy Shaver                              | Robert Duvall               | 0:50    |  |
| 15. | "Brand New Angel"                      | Greg Brown                                                 | Jeff Bridges                | 3:48    |  |
| 16. | "The Weary Kind" (Tema de Crazy Heart) | Bingham, Burnett                                           | Ryan Bingham                | 4:18    |  |

### Edição Limitada Deluxe
1. "Hold On You"
2. "Hello Trouble"
3. "My Baby's Gone"
4. "Somebody Else (Instrumental)"
  - Performed by Stephen Bruton
5. "Somebody Else"
6. "I Don't Know"
7. "Wesley's Piano"
  - Performed by Thomas Canning
8. "Fallin' & Flyin'"
9. "Searching (For Someone Like You)"
  - Por Kitty Wells
10. "I Don't Know"
11. "Once a Gambler"
12. "Are You Sure Hank Done It This Way"
13. "I Let the Freight Train Carry Me On"
  - Por The Delmore Brothers
14. "Color of the Blues"
  - Por George Jones
15. "Joy"
  - Por Lucinda Williams
16. "Fallin' & Flyin'"
17. "Gone, Gone, Gone"
18. "If I Needed You"
19. "Reflecting Light"
20. "Mal Hombre"
  - Por Lydia Mendoza
21. "Live Forever"
22. "Brand New Angel"
23. "The Weary Kind (Theme From Crazy Heart)"

## Posições
| Paradas (2010)                    | Posição nas paradas |
| --------------------------------- | ------------------- |
| Australian Top Country Albums     | 10                  |
| Canadian Top Country Albums       | 5                   |
| U.S. Billboard 200                | 18                  |
| U.S. Billboard Independent Albums | 1                   |
| U.S. Billboard Top Country Albums | 6                   |
| U.S. Billboard Top Soundtracks    | 2                   |